# Station Jelonek
Station Jelonek is een spoorwegstation in de Poolse plaats Jelonek (powiat gnieźnieński).